# Dalibor Brázda
Dalibor Brázda (9. září 1921 Fryšták – 17. srpna 2005 Dietikon, Švýcarsko) byl česko-švýcarský hudební skladatel, dirigent, kapelník a hudební aranžér.

## Život a tvorba
Studoval na konzervatoři v Brně, po druhé světové válce absolvoval na Akademii múzických umění v Praze (AMU). Zprvu hrál současně ve dvou orchestrech – v Českém komorním orchestru a v orchestru Národního divadla – jako fagotista, později hrál v České filharmonii a v Symfonickém orchestru hlavního města Prahy FOK. Jako student známého dirigenta Rafaela Kubelíka začal svoji dirigentskou kariéru již velmi brzy v Hudebním divadle v Karlíně, kde působil 20 let. Velký úspěch zaznamenal jako hostující dirigent v Every Man Opera v New Yorku s Gershwinovým muzikálem Porgy & Bess.
V 50. a 60. letech 20. století se stal v Praze uznávaným i pro státní gramofonové vydavatelství Supraphon, jeho jméno bylo dobře známé posluchačům Československého rozhlasu. Jeho svěží smyčcové uskupení mělo jako Orchestr Dalibora Brázdy velkou váhu u známých umělců jako byli Karel Gott a další přední českoslovenští zpěváci pop-music, německý pianista Igo Fischer či britská zpěvačka Gery Scott aj. Později se jeho orchestr stal známý jako Kouzelné smyčce Dalibora Brázdy (Dalibor Brazda Magic Strings).
V polovině 60. let také uvedl americký muzikál Šumař na střeše (Fiddler on the Roof, adaptace příběhu ukrajinského autora Šoloma Alejchema „Tovje vdává dcery“) v němčině s Velkým muzikálovým orchestrem a sborem Operety Hamburk, vydaný jako „Anatevka“ u gramofonových společností CBS, Teldec a Decca, za který získal ocenění zlatou deskou.
Po ukončení svého angažmá v Hamburku s Anatevkou v roce 1969 se nevrátil do Československa a emigroval do Švýcarska, kde v roce 1985 pak získal švýcarské státní občanství. Usídlil se v městě Dietikonu, patřícímu k rozšířené sídelní aglomeraci v okolí městské metropole Curychu, který mu zůstal domovem až do jeho smrti v roce 2005. Od roku 1972 do 1987 vedl Stadtmusik Dietikon (SMD Big Band, „Městská hudba Dietikon“), od 1972 do 1997 Stadtjugendmusik („Městská hudba mládeže“). Během této doby dostával nabídky renomovaných orchestrů, cítil se však natolik zavázaný svému novému domovskému městu Dietikonu, že se na žádnou z nich neuvázal. Švýcarská a především dietikonská hudební veřejnost si obzvlášť cenila jeho typického zaobleného a plného „Brázda-Soundu“. Poslední 3 roky svého života strávil po závažných zdravotních problémech na pečovatelském oddělení v nemocnici „Limmattal“ v sousedním městě Schlieren. Ani zde však nepřestal komponovat a aranžovat.
Aranžoval pro různé orchestry jako např. orchestr Rozhlasu německého a rétorománského Švýcarska DRS Big Band, Ambros Seelos, Hugo Strasser, Original Egerlander Musikanten a trio Festivo.

## Ocenění
- Zlatá deska za německou verzi muzikálu „Šumař na střeše“ – „Anatevka“.
- V roce 2001 byl za svoji práci v hudebním vzdělávání mladých lidí jako první poctěn Kulturní cenou města Dietikonu (Kulturpreis der Stadt Dietikon).
- Stadtmusik Dietikon uspořádala 27. května 2006 na uctění jeho velikosti vzpomínkový zábavní koncert The Best Of Dalibor Brazda a jeho záznam vydala ve Švýcarsku jako stejnojmenné hudební album[1].